# Jean-François Gigoux

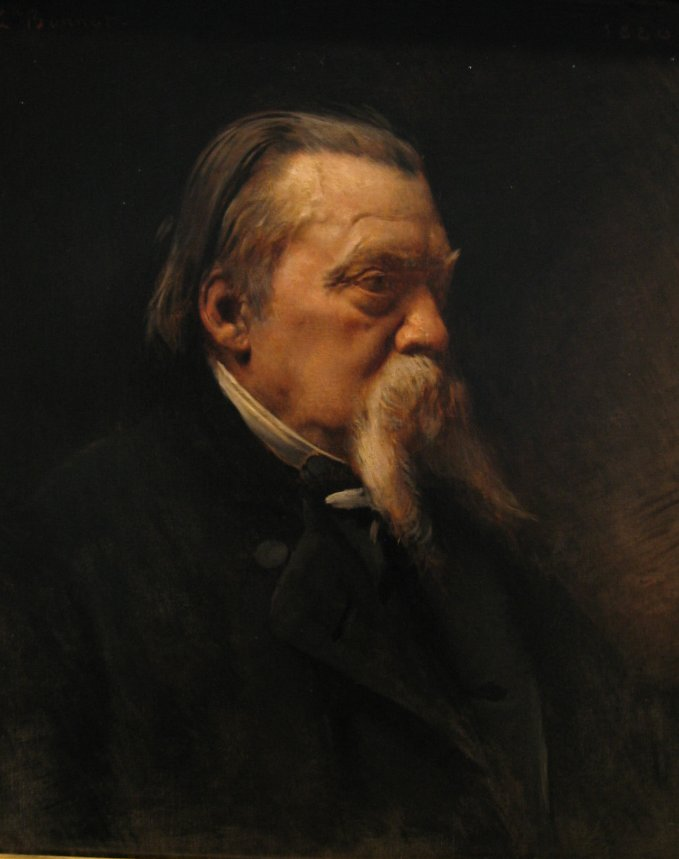
Jean-François Gigoux, porträtiert von Léon Bonnat (1880)

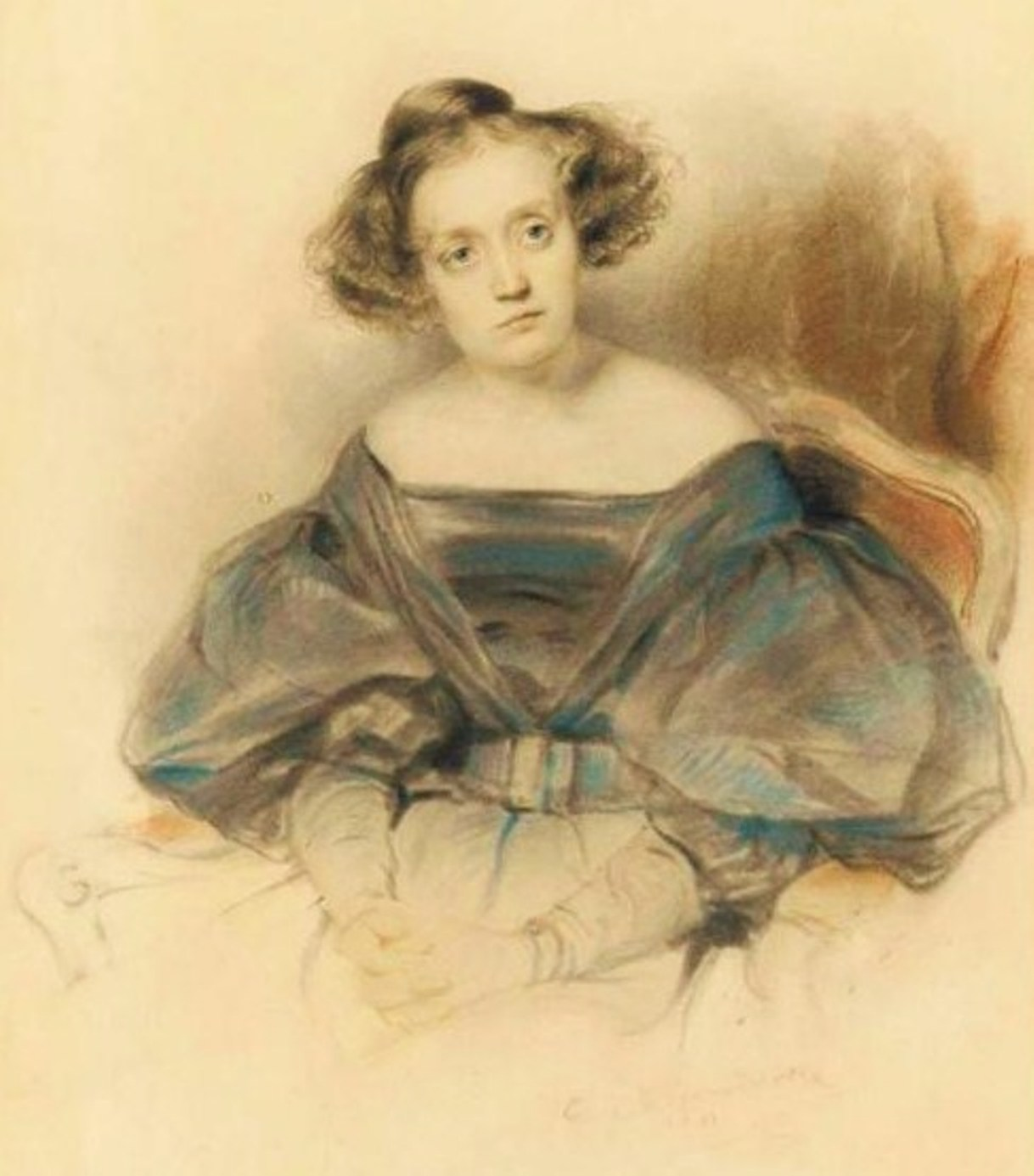
Die Schauspielerin Marie Dorval (Litho)

Jean-François Gigoux [ʒiɡˈuː] (* 8. Januar 1806 in Besançon; † 12. Dezember 1894 ebenda) war ein französischer Maler und Grafiker. Nachruhm verdankt er vor allem seinen Buchillustrationen.

## Leben und Werk
Gigoux besuchte zunächst die Kunstakademie seiner Heimatstadt, ab 1828 die École des Beaux-Arts in Paris. Dort wurde er Schüler von Théodore Géricault und Jean-Baptiste Camille Corot, mit deren Unterstützung er später eine ausgedehnte Studienreise nach und durch Italien unternehmen konnte.
Nachdem er 1831 mit einigen Lithografien und Bleistiftzeichnungen debütiert hatte, ging er allmählich zur Porträt- und Historienmalerei über. Diese naturgetreuen, technisch perfekten, zumeist farbkräftigen Gemälde, darunter Wandmalereien in Kirchen, hatten sowohl profane wie sakrale Sujets. Zum Beispiel entstand 1835 ein Porträt des nicht gerade frommen Charles Fourier. 1880 wurde Gigoux umgekehrt von seinem deutlich jüngeren Malerkollegen Léon Bonnat porträtiert (siehe Abbildung).
Nach dem Tod des Romanciers Honoré de Balzac (1850) lebte Gigoux mit dessen Witwe, der Gräfin Ewelina Hańska zusammen und führte mit ihr einen Salon, in dem er neben eigenen Bildern auch eine umfangreiche Kunstsammlung zeigte. 1885 veröffentlichte er Erinnerungen unter dem Titel Causeries sur les artistes de mon temps. Er starb hochgeehrt mit 88 Jahren und ist begraben auf dem Champs-Bruley-Friedhof in Besançon.
Die New York Times schrieb in ihrem Nachruf auf den „gefeierten“ Künstler, Buchliebhaber bewunderten ihn vor allem als Grafiker, der sich nicht zu schade gewesen sei, den 1835 erschienenen umfangreichen Roman Gil Blas seines Landsmanns Alain-René Lesage mit (600) Holzschnittvignetten zu versehen. Dieses Werk zähle inzwischen zu den wertvollsten Stücken romantischer Buchillustration. Er habe auch die 1839 erschienene Ausgabe von Abélards Briefe an Heloise illustriert.
1926 hebt auch Meyers Lexikon noch immer Gigoux Verdienste als Illustrator, zudem in der Entwicklung der Steindruckkunst (Lithographie) hervor. Dagegen befindet es, von seiner „romantisch“ geprägten Historienmalerei sei „wenig lebendig erhalten“ geblieben.
Gigoux' Bildersammlung blieb in seiner Heimatstadt und wird heute im Musée des beaux-arts et d’archéologie de Besançon gezeigt.

## Ausstellungen
- Von Cranach bis Géricault,  Von der Heydt-Museum, Wuppertal, bis 23. Februar 2014